# Línea L16 (Montevideo)
La línea L16 es una línea local de la terminal Paso de la Arena, une dicha terminal con el balneario Pajas Blancas.

## Características
Durante el día sustituye en gran medida a los servicios de la línea nocturna 495.

## Recorridos
Circula por los barrios Paso de la Arena, Rincón del Cerro y Pajas Blancas.
| IDA - (Terminal de Paso de la Arena) - Avenida Luis Batlle Berres - Camino Tomkinson - Camino Pajas Blancas - Avenida Antonio Leal de Ibarra - Pedro de Mesa y Castro - Circunvalación - Pedro de Mesa y Castro - Avenida Antonio Leal de Ibarra - Rambla Puerto Soledad de Malvinas - Pajas Blancas | VUELTA - Pajas Blancas - Avenida Antonio Leal de Ibarra - Camino Pajas Blancas - Camino Tomkinson - Camino Cibils - Avenida Luis Batlle Berres - (Terminal Paso de la Arena) |